# Bandeira da Eslováquia
A bandeira da Eslováquia é composta por três faixas horizontais das mesmas dimensões. A faixa superior é de cor branca, a central é azul e a inferior é de cor vermelho escuro. Na parte central da bandeira, ligeiramente afastado da borda, aparece o brasão nacional.
A versão original da bandeira, que data de 1848, apresentava o emblema da república: um escudo gótico de fundo vermelho com uma cruz branca dupla (patriarcal) sobre três colinas em azul.
A bandeira nacional da Eslováquia foi adotada como bandeira nacional em 23 de junho de 1939 e se usou até 1945. Não voltou a ser oficial até 1º de março de 1990, já que a independência não chegaria até o ano de 1992.

## Bandeiras históricas

Bandeira da Tchecoslováquia (1918-1920).
Bandeira da Tchecoslováquia (1920-1992)
Bandeira da Eslováquia autônoma (1938-1939) Bandeira da República Eslovaca (1939-1945, 1990-1992 (dentro de Tchecoslováquia).